# 田中良一
田中 良一（たなか よしかず、1924年1月30日 - 2019年11月17日）は、昭和から平成時代の労働運動家。全日本労働総同盟（同盟）最後の書記長。政策研究フォーラム顧問。

## 経歴
大阪府生まれ。1941年大阪市立扇町商業学校卒。武田長兵衛商店（1943年武田薬品工業に商号変更）に入社。1945年陸軍予備士官学校卒。1949年武田薬品工業労組中央執行委員。1953年同労組副委員長、全国化学一般労働組合同盟（全化同盟）中央執行委員。1959年日本労働組合総同盟（総同盟）大阪府連副会長。1962年総同盟中央執行委員。1965年武田薬品工業労組委員長。1966年全化同盟会長。1970年全日本労働総同盟（同盟）副会長。1980年同盟書記長、労働戦線統一準備会幹事。1987年全日本民間労働組合連合会（民間連合）初代副会長。友愛会議副議長。1989年日本労働組合総連合会（連合）初代副会長。
1978年から3期9年にわたって国際労働機関（ILO）の労働側理事を務めた。1982年6月の第68回総会で日本人初の副議長を務め、「サムライ」、「ミスターサムライ」と呼ばれた。OECD-TVAC（OECD労働組合諮問委員会）副会長、日本生産性本部理事も務めた。1980年8月にポーランドの政府と労働者の間で政労合意書が署名された後、同年9月から10月にワルシャワを訪問した。11月に総評の富塚三夫事務局長らもポーランドを訪問し、1981年春にレフ・ヴァウェンサをはじめとする「連帯」代表団が訪日した。

## 著書
- 『サムライ議長のジュネーブ日記――ILO理事の9年間』（読売新聞社、1988年）